# Neil Johnson (cầu thủ bóng đá)
Neil Joseph Johnson (sinh ngày 3 tháng 12 năm 1946 ở Grimsby, Lincolnshire, Anh), là một cầu thủ bóng đá người Anh thi đấu ở vị trí tiền vệ cánh ở Football League.